# Lemmini
I lemmini o lemmi sono piccoli roditori artici, il cui habitat è normalmente il bioma tundra. Insieme alle arvicole, cui sono molto simili, ed ai topi muschiati, costituiscono la sottofamiglia Arvicolinae (o Microtinae), che fa parte del ramo dei mammiferi più ampio in assoluto, la superfamiglia Muroidea, che include anche ratti, topi, criceti e gerbilli. La maggior parte delle specie fa parte della tribù Lemmini, una delle tre (con arvicole e topo muschiato) che compone la sottofamiglia Arvicoline.

## Descrizione
Pesano generalmente tra 30 e 120 g e sono lunghi tra 7 e 15 cm. Hanno pelo lungo e soffice e coda molto breve.

## Biologia
Sono erbivori, nutrendosi principalmente di muschio, licheni, e anche foglie e germogli, Graminacee e Cyperacee in particolare, ma a volte anche di radici o bulbi. Come per molti altri roditori, i loro incisivi crescono continuamente, permettendo loro di sussistere su cibo assai più duro di quanto sarebbe altrimenti possibile.
I lemmini non vanno mai in letargo durante i duri inverni nordici. Rimangono attivi, e trovano cibo scavando sotto la neve e nutrendosi di vegetali immagazzinati durante la bella stagione. Sono animali solitari, che si incontrano in natura soltanto per accoppiarsi, ma come tutti i roditori hanno un alto tasso di riproduzione e le popolazioni, in condizioni favorevoli, possono esplodere numericamente.

### Fluttuazioni nella popolazione
Il comportamento dei lemmini è molto simile a quello di molti altri roditori, che hanno di quando in quando delle "esplosioni" nel numero di componenti, e di conseguenza si disperdono in tutte le direzioni, in cerca di cibo e sostentamento.
I pregiudizi sui lemmini sono assai antichi. Nel XVI e XVII secolo gli eruditi dibattevano se i lemmini fossero in realtà generati spontaneamente dalle condizioni dell'aria. Questa concezione fu provata erronea dallo storico naturale Ole Worm, che fornì una delle prime dissezioni pubbliche di un lemmino, dimostrando che la sua anatomia era assolutamente simile a quella di un qualsiasi roditore.
I lemmini della Norvegia settentrionale sono uno dei pochi vertebrati che può riprodursi così rapidamente da dare origine a fluttuazioni caotiche, anziché seguire una crescita uniforme verso il numero massimo di individui o ad oscillazioni regolari. Un'oscillazione caotica nelle popolazioni può prodursi (in teoria) quando ciascuna femmina adulta è in grado di produrre almeno 2,7 figlie fertili nell'anno.
Per molto tempo si è ritenuto che la popolazione dei lemmini seguisse dinamiche legate soltanto al numero degli individui ed alla disponibilità di risorse dell'habitat. Oggi almeno uno studio riporta un'influenza più diretta della popolazione dei predatori sul numero dei lemmini.

## Classificazione
- Ordine 
  - Superfamiglia Muroidea
    - Famiglia Cricetidae
      - Sottofamiglia Arvicolinae
        - Tribù Lemmini
          - Dicrostonyx
            - Lemmini dal collare dell'isola di Saint Lawrence (Dicrostonyx exsul)
            - Lemmini dal collare settentrionale (Dicrostonyx groenlandicus)
            - Lemmini dal collare di Ungava (Dicrostonyx hudsonius)
            - Lemmini dal collare di Victoria (Dicrostonyx kilangmiutak)
            - Lemmini dal collare di Nelson (Dicrostonyx nelsoni)
            - Lemmini dal collare dei monti Ogilvie (Dicrostonyx nunatakensis)
            - Lemmini dal collare di Richardson (Dicrostonyx richardsoni)
            - Lemmini dal collare di Bering (Dicrostonyx rubricatus)
            - Lemmini artico (Dicrostonyx torquatus)
            - Lemmini dal collare di Unalaska (Dicrostonyx unalascensis)
            - Lemmini di Wrangel (Dicrostonyx vinogradovi)

          - Lemmus
            - Lemmini dell'Amur (Lemmus amurensis)
            - Lemmini norvegese (Lemmus lemmus)
            - Lemmini bruno siberiano (Lemmus sibiricus)
            - Lemmini bruno nordamericano (Lemmus trimucronatus)

          - Myopus
            - Lemmini dei boschi (Myopus schisticolor)

          - Synaptomys
            - Lemmini delle torbiere settentrionale (Synaptomys borealis)
            - Lemmini delle torbiere meridionale (Synaptomys cooperi)

        - Tribù Ellobiini: arvicole talpa, 5 specie
        - Tribù Microtini: arvicole, 121 specie
          - Eolagurus
            - Lemmini delle steppe giallo (Eolagurus luteus)
            - Lemmini delle steppe di Przewalski (Eolagurus przewalskii)

          - Lagurus
            - Lemmini delle steppe (Lagurus lagurus)

          - 118 altre specie note come arvicole o topi muschiati

## Nella cultura

### Il suicidio di massa
È credenza comune che i lemmini commettano un suicidio di massa durante le migrazioni, ma questa opinione popolare non ha nessun fondamento scientifico. I lemmini migrano spesso in gruppi numerosi, e di conseguenza molti di loro periscono per cause accidentali oppure per la pressione degli altri individui che può causarne la caduta in corsi d'acqua, dirupi, ecc.
La storia del suicidio di massa dei lemmini sembra sia stata iniziata, in particolare, da un documentario del 1958 della Disney intitolato Artico selvaggio, che include varie scene di lemmini che sembrano buttarsi da un'alta scogliera, ma che sono state costruite ad arte nel Manitoba.
Sempre della Disney e ideata da Carl Barks è la storia intitolata in italiano Zio Paperone e il ratto del ratto e imperniata ancora sul suicidio di massa dei lemmini. La storia, pubblicata tra marzo e maggio del 1955, è però antecedente al documentario Artico selvaggio. Anche Primo Levi si basò su questo fatto per scrivere il racconto Verso occidente, contenuto nella raccolta Vizio di forma del 1971.
A causa della loro associazione con questo bizzarro comportamento, il suicidio dei lemmini è una metafora assai usata per riferirsi a persone che seguono acriticamente l'opinione più diffusa, con conseguenze pericolose o addirittura fatali. Questo è anche il tema del videogioco Lemmings, dove il giocatore istruisce le creature sotto il suo controllo affinché eseguano compiti a volte anche autodistruttivi, finché non riescono ad uscire dallo schema del gioco o soccombono.
Istituendo un ardito paragone con una presunta pulsione di morte dell’umanità al tempo della pandemia di Covid-19, anche Giorgio Agamben  ha attribuito al racconto di Levi una profonda comprensione dell’epoca attuale, senza accorgersi della falsità del dato zoologico.

### Influenza culturale
- Il gruppo pop-punk blink-182 ha composto un brano intitolato Lemmings, nell'album Dude Ranch.
- Il gruppo progressive rock Van der Graaf Generator ha composto un brano intitolato Lemmings, prima traccia dell'album Pawn Hearts, il cui tema è quello del rapporto fra la scelta del suicidio e quella di continuare a vivere.
- Il gruppo heavy metal 5 Star Grave ha composto una canzone intitolata Lemmings nell'album Drugstore Hell, pubblicato nel 2012.
- Il titolo del terzo album degli Amon Düül II fa riferimento al già menzionato mito di questo roditore con Tanz der Lemminge (in Italia venduto come Dance of the Lemmings).
- Una delle maggiori compagnie italiane di teatro contemporaneo si chiama Teatro del lemming.
- Ai lemming, o più propriamente alla credenza popolare del loro suicidio di massa, è liberamente ispirato l'omonimo videogioco Lemmings, del 1991.
- Il duo tedesco di musica elettronica Pornophonique ha composto il brano Lemmings in love.
- Nel racconto di fantascienza "topi migratori", Richard Matheson si ispira alla credenza popolare sui Lemmings.